# جایزه سچنیی

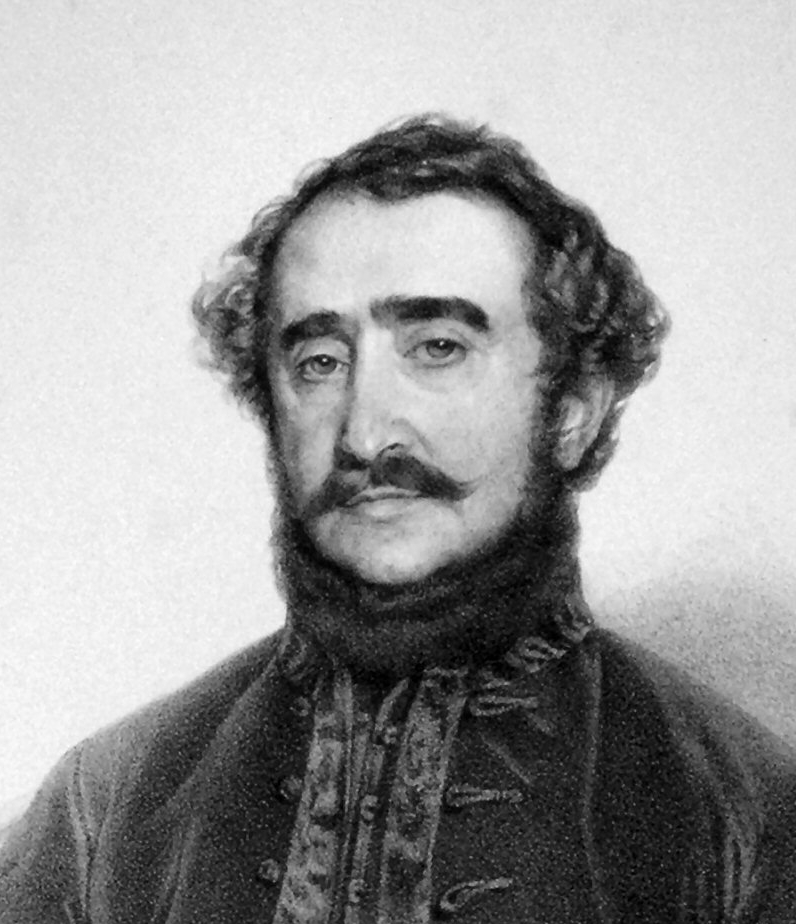
نگارهٔ ایشتوان سچنیی (۱۸۴۲). جایزه سچنیی، از نام این دولت‌مرد گرفته‌شده است.

جایزه سِچِنْیی (مجاری: Széchenyi-díj) یک جایزهٔ دولتی در مجارستان است که در سال ۱۹۹۰ پایه‌گذاری و جایگزین جایزهٔ دولتی سابق شد. این جایزهٔ به افرادی اهدا می‌شود که در زمینهٔ علمی و آکادمیک، دستاوردهای بزرگی داشته باشند. نام این جایزه از ایشتوان سچنیی، یکی از بزرگ‌ترین دولتمردان مجار گرفته شده است.

## توضیح جایزه
از سال ۲۰۰۰، جایزه سچنیی به صورت یک تندیس کوچک از برنز با ارتفاع ۸۹ میلی‌متر ساخته می‌شود که با طلا اندود شده و شکل ایشتوان سچنیی را دارد. پایهٔ مجسمه استوانه‌ای از جنس مس است که ۲۵۵ میلی‌متر ارتفاع و ۴۰ میلی‌متر قطر دارد؛ بخش بالایی این پایه که مجسمه روی آن قرار دارد، با طلا اندود شده و بخش پایینی که برای نگهداری گواهی‌نامه طراحی شده، نقره‌اندود است. فرد دریافت‌کنندهٔ این جایزه، یک نشان افتخار نیز دریافت می‌کند که تصویر چهرهٔ ایشتوان سچنیی را دارد.

## درجات جایزه

### جایزه معمولی
مبلغ پاداش همراه با این جایزه معادل شش برابر متوسط حقوق خالص اسمی سال گذشته (برای کسانی که حقوق‌بگیر هستند) در سطح ملی است، که توسط ادارهٔ آمار مرکزی محاسبه می‌شود (تا سال ۲۰۱۳ این مبلغ پنج برابر بود)، با گرد کردن به پنجاه یا صد هزار فورینت مجارستان. این مبلغ در سال ۲۰۰۶ برابر با ۶٫۲ میلیون فورینت مجارستان و در سال ۲۰۲۱ معادل ۱۹٫۳ میلیون فورینت بود.

### جایزهٔ بزرگ
مبلغ پاداش همراه با جایزهٔ بزرگ دو برابر مبلغ جایزهٔ معمولی است.